# Antereen Village
Antereen Village är en ort i Kiribati.   Den ligger i örådet Banaba och ögruppen Gilbertöarna, i den sydvästra delen av landet, 500 km sydväst om huvudstaden Tarawa. Antereen Village ligger 28 meter över havet och antalet invånare är 108. Den ligger på ön Banaba Island.
Terrängen runt Antereen Village är platt.  Närmaste större samhälle är Umwa Village, 1,6 km öster om Antereen Village. 